# Roshan Pura alias Dichaon Khurd
Roshan Pura alias Dichaon Khurd é uma vila no distrito de South West, no estado indiano de Deli.

## Demografia
Segundo o censo de 2001, Roshan Pura alias Dichaon Khurd tinha uma população de 38 580 habitantes. Os indivíduos do sexo masculino constituem 54% da população e os do sexo feminino 46%. Roshan Pura alias Dichaon Khurd tem uma taxa de literacia de 71%, superior à média nacional de 59,5%: a literacia no sexo masculino é de 77% e no sexo feminino é de 64%. Em Roshan Pura alias Dichaon Khurd, 15% da população está abaixo dos 6 anos de idade.